# Codex Toletanus
Il Codex Toletanus, indicato con T, chiamato anche Biblia hispalense o Bibbia di Siviglia, è un manoscritto latino del X secolo dell'Antico e del Nuovo Testamento. Il testo, scritto su pergamena, è una versione della Vulgata che contiene l'intera Bibbia, compreso il Comma Johanneum.

## Descrizione
Il testo è su tre colonne, 63-65 righe per colonna, in caratteri visigoti, su 375 fogli di pergamena (43,8 per 33 cm). Il testo latino dei quattro Vangeli è un rappresentante del tipo spagnolo della Vulgata. È il secondo importante manoscritto di tipo spagnolo (dopo il Codex Cavensis). Contiene il testo controverso del Comma Johanneum (1 Giovanni 5:7) nella stessa posizione del Codex Cavensis (dopo il v. 8). Contiene anche il Prologo alle Epistole canoniche.

## Storia
Secondo la nota, Servandus di Siviglia diede il manoscritto al suo amico Giovanni, vescovo di Cordova, che a sua volta lo offrì nel 988 alla chiesa di Santa Maria di Siviglia. La nota è stata esaminata da A. Lowe, L.F. Smith e A.C. Millares. L'anno 988 è solitamente considerato dagli studiosi come la data di completamento del codice. Il manoscritto è stato collazionato dal bibliotecario del capitolo della cattedrale di Tolosa, Christophe Palomares, per la Vulgata Sistina, la cui opera del 1569 è ora custodita nella Biblioteca Vaticana (Lat. 9508). Non fu utilizzato nella Vulgata Clementina, poiché il manoscritto pervenne troppo tardi al cardinale Antonio Carafa. Il testo fu pubblicato da Giuseppe Bianchini nel 1740. È stato raccolto nell'Ottocento da John Wordsworth per la sua edizione del Nuovo Testamento della Vulgata. Wordsworth designò il manoscritto con la sigla T. Attualmente il manoscritto è conservato nella Biblioteca nazionale di Spagna a Madrid (MS. Tol. 2. 1).